# Ngày có hiệu lực
Ngày có hiệu lực hoặc ngày tháng là ngày mà một điều được coi là có hiệu lực, có thể là ngày quá khứ, hiện tại hoặc tương lai. Điều này có thể khác với ngày xảy ra sự kiện hoặc được ghi lại.
Trong Lập kế hoạch Quỹ dự trữ, một ngày có hiệu lực đề cập đến ngày đầu tiên của năm tài chính, nơi có thay đổi, được biểu quyết tại một cuộc họp thường niên của Tổng công ty hoặc Tổng công ty, có hiệu lực bất kể cuộc bầu cử diễn ra trước hoặc sau khi bắt đầu năm tài chính. Ngày có hiệu lực này là khi các đề xuất diễn ra.